# Zjepisjcha
Zjepisjcha (georgiska: ჟეფიშხა) är ett berg i Georgien. Det ligger i regionen Abchazien, i den nordvästra delen av landet, 270 km nordväst om huvudstaden Tbilisi. Toppen på Mta Zhep'ishkha är 2 082 meter över havet.